# Nobujuki Aihara
Nobujuki Aihara (16. prosince 1934, Takasaki, Gunma, Japonsko – 16. července 2013, Takasaki) byl japonský sportovní gymnasta. Je dvojnásobným olympijským vítězem z Letních olympijských her 1960 v Římě.